# هوبک
هوبک (به آلمانی: Höhbeck) یک شهر در آلمان است که در نیدرزاکسن واقع شده‌است.

## خصوصیات
هوبک ۱۹٫۴ کیلومترمربع مساحت دارد ۱۶-۷۶ متر بالاتر از سطح دریا واقع شده‌است.